# 源伴存
源 伴存（みなもと ともあり、寛政4年（1792年）3月 - 安政6年6月18日（1859年7月17日））は、江戸時代後期紀州藩の本草学者・博物学者・藩医。翠山、翠嶽、紫藤園などと号し、通称十兵衛。畔田 伴存（くろだ ともあり）、畔田 翠山（くろだ すいざん）、畔田 十兵衛などとも。『和州吉野郡群山記』『古名録』をはじめとする博物学の著作を遺した。

## 生涯
源伴存は寛政4年（1792年）、現在の和歌山市に下級藩士の畔田十兵衛の子として生まれた。若いときから学問に長じ、本居大平に国学と歌学、藩の本草家で小野蘭山の高弟であった小原桃洞に本草学を学んだ。父と同様、家禄20石の身分であったが、時の藩主・徳川治宝に学識を認められ、藩医や、紀の川河畔にあった藩の薬草園管理の任をつとめた。
薬草園管理の任にあることで研究のための余暇を得たとはいえ、20石のわずかな禄では書物の購入や研究旅行も意のままにはならない。こうした伴存の境遇を経済面で支援したのが、和歌山の商人の雑賀屋長兵衛であった。長兵衛は、歌人としては安田長穂として知られる人物で、学者のパトロンをたびたびつとめた篤志家であった。
また、伴存自身は地方の一学者でしかなかったが、蘭山没後の京都における本草家のひとりとして名声のあった山本沈三郎との交流があった。沈三郎は、京都の本草名家である山本亡羊の子で、山本家には本草学の膨大な蔵書があった。沈三郎は、弘化2年（1845年）に伴存の存命中に唯一刊行された著書『紫藤園攷証』甲集にふれて感銘を受け、それ以来、伴存との交流があった。この交流を通じて、伴存は本草学の広範な文献に接することができた。
このように、理解ある藩主に恵まれたことや良きパトロンを得られたこと、さらに識見ある先達との交流を得られたことは、伴存の学問の大成に大きく影響した。
伴存は、自らのフィールドワークと古今の文献渉猟を駆使して、25部以上・約290巻にも及ぶ多数の著作を著したが、その業績の本質は本草学と言うよりも博物学である。文政5年（1822年）に加賀国白山に赴き、その足で北越をめぐり、立山にも登って採集・調査を行った。山口藤次郎による評伝では、その他にも「東は甲信から西は防長」まで足を伸ばしたと述べられているが、その裏付けは確かではなく、伴存の足跡として確かなのは白山や立山を含む北越、自身の藩国である紀伊国の他は、大和国、河内国、和泉国といった畿内諸国のみである。
その後の伴存は、自藩領を中心として紀伊半島での採集・調査を続け、多くの成果を挙げた。代表的著作である『和州吉野郡群山記』も、その中のひとつである。安政6年（1859年）、伴存は熊野地方での調査中に倒れて客死し、同地の本宮（田辺市本宮町）にて葬られた。

## 業績
伴存の著作の特徴となるのは、ある地域を限定し、その地域の地誌を明らかにしようとした点にある。その成果として『白山草木志』、『北越卉牒』、『紀南六郡志』、『熊野物産初志』『野山草木通志』（高野山）、そして伴存の代表的著作『和州吉野郡群山記』がある。特に紀伊国では広範囲に及ぶ調査を行い、その中には、日本で最初と見られる水産動物誌『水族志』、貝類図鑑『三千介図』がある。代表的著作である『熊野物産初誌』『和州吉野郡群山記』もそうした成果のひとつである。『和州吉野郡群山記』は、大峯山、大台ヶ原山、十津川や北山川流域の地理や民俗、自然を詳細に記述したもので、内容は正確かつ精密である。その他にも、本草学では『綱目注疏』、『綱目外異名疏』、名物学では全85巻からなる『古名録』や『紫藤園攷証』があり、伴存の学識を知ることが出来る。
前述のように、伴存は生涯にわたってフィールドワークを好んだだけでなく、広範な文献を渉猟した。ことに古今和漢の文献の駆使とそれにもとづく考証においては、蘭山はもとより、他の本草学者の比にならないほどの質量と専門性を示すことは特筆に価する。また、伴存の博物学的業績を特徴付けるのは、調査地域での記録として写生図だけでなく標本を作成した分類学的手法である。その標本は、伴存の門人で大阪の堀田龍之介の手に渡り、後に堀田の子孫から大阪市立自然史博物館に寄贈された。これらの標本を現代の分類学から再検討することは行われていないが、紀伊山地の植物誌研究にとって重要な資料となりうるものである。

## 研究史
伴存は以上のように大きな業績を残したが、生前に公刊した著作はわずか1冊のみであった。また、実子は父の志を継ぐことなく廃藩置県後に零落、1905年（明治38年）に不慮の死を遂げ、家系は途絶えた。伴存は堀田龍之介と栗山修太郎という2人の門人を持ったが、栗山の事跡は今日にはほとんど何も知られていない。堀田は、伴存と山本沈三郎との交流の仲立ちに功があったが、本草学者・博物学者としてはあくまでアマチュアの好事家の域にとどまった。こうしたこともあって、伴存は江戸末期から明治初期にかけて忘れさられただけでなく、第二次大戦後に至っても本名と号とでそれぞれ別人であるかのように扱われることさえあった。
伴存が再発見されたのは全くの偶然で、1877年（明治10年）、東京の愛書家・宍戸昌が古書店で『水族志』稿を入手したことに始まる。著者名は「紀藩源伴存」とあるだけで、何者とも知れなかったが、翌年に大阪で宍戸が堀田に見せたところ、その来歴が判明したのであった。後に田中芳男がこのことを知り、宍戸に勧めて、1884年（明治17年）に『水族志』が刊行された。田中はまた、『古名録』の出版にもつとめ、1885年（明治18年）から1890年（明治23年）に刊行した。『古名録』の刊行にあたっては、白井光太郎が和歌を寄せたほか、南方熊楠も伴存の学識を賞賛する一文を寄せている。
これらの結果、1928年（昭和3年）には従五位に列せられ、1933年（昭和8年）には山口藤次郎の手による伝記が刊行されたが、あくまで本草学者としての評価であった。また、1965年（昭和40年）には墓所が県指定文化財（史跡）に指定された。
博物学者としての再評価は、上野益三の業績をはじめとする、1970年代以降の諸研究の功績が大きい。伴存自身については、戦前の山口藤次郎や上野の諸著作、さらに杉本つとむ『江戸の博物学者』に詳しい。その著作についても多くの研究があり、奈良県史編集委員会、御勢久右衛門等に関連する主要な論文・書籍がまとめられている。

## 活字本書誌
- 杉本つとむ（編著）、1978、『畔田翠山古名録 - 本文・研究・総索引』、早稲田大学出版会 - 『古名録』および『紫藤園攷証』（甲集のみ）所収
- 紀南文化財研究会、1980、『熊野物産初志』、紀南文化財研究会〈紀南郷土叢書9〉 - 翻刻本。田辺市立図書館宇井文庫本にもとづき、大阪市立自然史博物館所蔵本より校合。
- 青木国夫ほか（編）、1982、『江戸科学古典叢書45』、恒和出版 - 「白山草木志」および「白山の記」所収。甲南女子大学図書館蔵上野文庫本の複製。
- 安田健（編）、2000、『大和・紀伊』、科学書院〈江戸後期諸国産物帳集成9〉 ISBN 4760301763 - 『吉野郡中物産記』、『熊野物産初志』（上）、『紀産禽類尋問志』、『紀産獣類尋問志』、『紀伊土産考獣部』、『紀伊国産物雑記』所収
- 安田健（編）、2001、『大和・紀伊』、科学書院〈江戸後期諸国産物帳集成10〉 ISBN 4760301771 - 『熊野物産初志』（下）、『野山草木通志』、『金岳草木志』所収

### 和州吉野郡群山記
- 平井良朋（編）、1984、『日本名所風俗図会 奈良の巻』、角川書店〈日本名所風俗図会第9巻〉 - 『吉野郡名山図志』（『和州吉野郡群山記』の別題）所収
- 畔田翠山、御勢久右衛門（編著）、1998、『和州吉野郡群山記 - その踏査路と生物相』、東海大学出版会 ISBN 4486014200 - 『和州吉野郡群山記』の他に『金嶽草木志』および文献リストを含む。

### 書簡集
- 上田穰（編）、1996、『幕末本草家交信録 - 畔田翠山・山本沈三郎文書』、清文堂出版〈清文堂史料叢書76〉 ISBN 4792404134

## 文献
- 上野益三、1989、『博物学史論集』、八坂書房
- 国史大辞典編集委員会編、1984、『国史大辞典 4』、吉川弘文館 ISBN 9784642005043
- 御勢久右衛門、1998、『和州吉野郡群山記 - その踏査路と生物相』、東海大学出版会 ISBN 4486014200
- 奈良県史編集委員会、1990、『奈良県史 動物・植物』、名著出版〈奈良県史第2巻〉 ISBN 4626013902
- 杉本つとむ、1978、『畔田翠山古名録 - 本文・研究・総索引』、早稲田大学出版会
- 杉本つとむ、1985、『江戸の博物学者たち』、青土社 → 2006、講談社（講談社学術文庫）ISBN 9784061597648
- 山口藤次郎、1933、『贈従五位畔田翠山翁伝全』、私家版
- 銭谷武平、1998、『畔田翠山伝 - もう一人の熊楠』、東方出版 ISBN 4885915740